# Lilla Edet
Lilla Edet este un oraș în Suedia.

## Demografie
| \| Evoluția demografică a zonei urbane Lilla Edet, 1970–2015 \| Evoluția demografică a zonei urbane Lilla Edet, 1970–2015 \| Evoluția demografică a zonei urbane Lilla Edet, 1970–2015 \| Evoluția demografică a zonei urbane Lilla Edet, 1970–2015 \| Evoluția demografică a zonei urbane Lilla Edet, 1970–2015 \| \| --------------------------------------------------------------------------------------- \| --------------------------------------------------------- \| --------------------------------------------------------- \| --------------------------------------------------------- \| --------------------------------------------------------- \| \| An \| \| \| Locuitori \| \| \| 1970 \| 1970 \| \| 3.928 \| 3.928 \| \| 1975 \| 1975 \| \| 4.947 \| 4.947 \| \| 1980 \| 1980 \| \| 4.710 \| 4.710 \| \| 1990 \| 1990 \| \| 4.839 \| 4.839 \| \| 1995 \| 1995 \| \| 5.176 \| 5.176 \| \| 2000 \| 2000 \| \| 4.914 \| 4.914 \| \| 2005 \| 2005 \| \| 4.936 \| 4.936 \| \| 2010 \| 2010 \| \| 4.862 \| 4.862 \| \| 2015 \| 2015 \| \| 3.772 \| 3.772 \| \| Sursa: SCB - Statistika Centralbyrån, Folkmängden per tätort. Vart femte år 1960 - 2016 \| \| \| \| \| |      |  |           |       |
| Evoluția demografică a zonei urbane Lilla Edet, 1970–2015 |      |  |           |       |
| An |      |  | Locuitori |       |
| 1970 | 1970 |  | 3.928     | 3.928 |
| 1975 | 1975 |  | 4.947     | 4.947 |
| 1980 | 1980 |  | 4.710     | 4.710 |
| 1990 | 1990 |  | 4.839     | 4.839 |
| 1995 | 1995 |  | 5.176     | 5.176 |
| 2000 | 2000 |  | 4.914     | 4.914 |
| 2005 | 2005 |  | 4.936     | 4.936 |
| 2010 | 2010 |  | 4.862     | 4.862 |
| 2015 | 2015 |  | 3.772     | 3.772 |
| Sursa: SCB - Statistika Centralbyrån, Folkmängden per tätort. Vart femte år 1960 - 2016 |      |  |           |       |